# Freddy Fazbear's Pizzeria Simulator
Freddy Fazbear's Pizzeria Simulator (thường được viết tắt là FFPS và còn được gọi là Five Nights at Freddy's 6) là một trò chơi video miễn phí thuộc thể loại trỏ và nhấp mô phỏng kinh doanh kinh dị sinh tồn do Scott Cawthon phát triển và phát hành. Trò chơi ra mắt ngày 4 tháng 12 năm 2017 trên Steam và Game Jolt. Đây là phần chính thứ sáu của loạt trò chơi điện tử Five Nights at Freddy's, là trò chơi thứ bảy về tổng thể, và được đặt theo thứ tự thời gian sau các sự kiện của trò chơi thứ ba. Ban đầu được tiếp thị dưới dạng trò chơi mô phỏng, người chơi sẽ quản lý tiệm bánh pizza của riêng họ, trò chơi dần dần bộc lộ bó mật về quan niệm của người tiền nhiệm với việc sống sót trước các nhân vật animatronic thù địch trong nhiều đêm liên tiếp.
Phiên bản di động cho iOS và Android đã được phát hành ngày 13 tháng 8 năm 2019, có tên FNaF 6: Pizzeria Simulator. Không giống như phiên bản PC, phiên bản dành cho thiết bị di động, được  Clickteam LLC USA phát triển và phát hành, dưới dạng trả tiền-để-chơi. Bản chuyển lên Nintendo Switch và Xbox One phát hành ngày 31 tháng 10 năm 2020, với bản PlayStation 4 phát hành ngày 31 tháng 3 năm 2021. Một tiện ích bổ sung là Ultimate Custom Night đã được phát hành dưới dạng một trò chơi độc lập vào ngày 27 tháng 6 năm 2018.

## Lối chơi
Mở màn Freddy Fazbear's Pizzeria Simulator bắt đầu như một minigame 8-bit trong đó người chơi phải điều khiển Freddy Fazbear chính hiệu và phân phát pizza cho một số trẻ em. Minigame này cuối cùng cũng kết thúc trong một trục trặc theo kịch bản.
Trò chơi sau đó chuyển sang một căn phòng tối, nơi người chơi phải đối mặt với phiên bản bị hỏng của  Circus Baby từ Five Nights at Freddy's: Sister Location (được gọi là "Scrap Baby"). Một giọng nói từ băng cassette hướng dẫn người chơi quan sát các hoạt ảnh và ghi lại phản hồi của họ đối với các mô phỏng âm thanh khác nhau. Một danh sách kiểm tra phải được điền với các tùy chọn "không", "có" và "không chắc". Ở lần kích âm thanh thứ ba, Scrap Baby nói với người chơi, và trò chơi đột ngột chuyển sang menu bắt đầu của trò chơi.
Trò chơi sau đó chuyển thành mô phỏng kinh doanh, người chơi mua đồ trang trí cho nhà hàng hư cấu của họ và đặt chúng xung quanh nhà hàng. Mua những mặt hàng này có thể làm tăng không khí, tiêu chuẩn sức khỏe/an toàn và giải trí, đồng thời có khả năng mang lại cho họ thêm doanh thu. Tuy nhiên, nhiều mặt hàng này cũng có thể làm tăng rủi ro trách nhiệm pháp lý và dẫn đến các vụ kiện có thể tranh tụng tranh hoặc giải quyết, cả hai đều phải trả giá bằng tiền. Các đề nghị tài trợ có thể được chấp nhận vì tiền nhưng có thể gây xao nhãng về âm thanh và hình ảnh cho người chơi sau này trong trò chơi. Các trò chơi điện tử được đặt trong nhà hàng cũng có thể tương tác với để chơi các trò chơi nhỏ, tăng "Faz-Points" của họ. Faz-Points là điểm trong trò chơi, kiếm được bất cứ khi nào người chơi chơi minigame hoặc mua một vật phẩm mới và đặt nó trong tiệm bánh pizza. Với mỗi 1000 điểm tăng lên, người chơi nhận được 100 đô la. Một số minigame chẳng hạn như "Fruity Maze", "Midnight Motorist" và "Security Puppet" có cốt truyện riêng ẩn trong trò chơi chính, tất cả đều kết nối với người đồng sáng lập của Fazbear Entertainment và nhân vật phản diện trong loạt, William Afton.
Phần tiếp theo của trò chơi là người chơi sử dụng máy tính để hoàn thành các nhiệm vụ khác nhau để duy trì nhà hàng. Tuy nhiên, bất kỳ animatronic nào lỏng lẻo sẽ cố gắng tấn công người chơi. Chúng có thể bị chặn lại bằng cách chiếu đèn pin của người chơi vào các khe hở thông gió hoặc bằng cách sử dụng âm thanh để dụ các con animatronic đi xa. Người chơi có thể sử dụng một mạng lưới máy dò chuyển động để theo dõi chuyển động của bọn chúng từ vị trí này đến vị trí khác. Người chơi cũng có thể sử dụng hệ thống thông gió im lặng để giảm tiếng ồn, nhưng chỉ có thể sử dụng một trong các hệ thống từ máy dò chuyển động, thu hút âm thanh và thông gió im lặng. Không giống như các trò chơi trước trong loạt, tất cả bốn animatronic trong trò chơi (Scrap Baby, Molten Freddy, Scraptrap và Lefty) đều có chung một hành vi chứ không có các cơ chế khác nhau. Người chơi có thể nâng cấp thiết bị văn phòng để tăng hiệu quả và giảm độ ồn. Người chơi cũng có thể tạm thời tắt máy hoặc chuyển sang hệ thống thông gió phụ chạy êm hơn, nhưng không hiệu quả trong việc kiểm soát nhiệt độ môi trường. Bất kỳ khoản tài trợ nào được chấp nhận sẽ khiến trang quảng cáo lớn xuất hiện ngẫu nhiên trên máy tính, thu hút các animatronic và khiến người chơi không thể nghe thấy chúng hoặc làm bất cứ điều gì trong vài giây, cho đến khi quảng cáo bị bỏ qua. Phần này kết thúc khi hoàn thành các công việc hàng ngày và đăng xuất máy tính .
Sau khi hoàn thành việc quản lý, người chơi sẽ được dẫn đến phân đoạn phán xét, các nhân vật hoạt hình sẽ được trình bày trong bối cảnh giống như Scrap Baby. Mỗi ngày, một trong bốn animatronic sẽ phán xét với giá riêng của chúng. Cũng giống như cài đặt trước đó, người chơi phải đánh dấu vào danh sách kiểm tra. Không giống như cài đặt trước, animatronic chỉ di chuyển khi người chơi nhìn xuống danh sách kiểm tra. Nếu người chơi cảm thấy animatronic sắp nhảy bổ vào họ, họ có thể khuất phục nó bằng cách sử dụng súng bắn điện. Tuy nhiên, animatronic sẽ mất giá trị nếu nó bị dí điện nhiều hơn ba lần, làm giảm số lượng lợi nhuận có thể thu được từ nó. Nếu người chơi thành công trong phần này của trò chơi, họ sẽ kiếm được phần thưởng bằng tiền mặt hoặc ngược lại. Bất kể thành công của họ như thế nào, animatronic sẽ ngay lập tức trở thành mối đe dọa trong phần quản lý. Mặt khác, người chơi có thể từ chối cứu animatronic và loại bỏ nó, dẫn đến kết thúc khác. Nếu animatronic qua các mục được đánh dấu trước khi diễn ra phân đoạn phán xét, thì một cắtc cảnh sẽ xuất hiện, với lựa chọn duy nhất là loại bỏ nó.
Để hoàn thành trò chơi, người chơi phải tồn tại đủ sáu ngày đêm. Có thể có một số kết cục khác nhau, tùy thuộc vào các yếu tố như mức độ cải thiện của tiệm bánh pizza, số lượng các vụ kiện chống lại tiệm bánh pizza và liệu người chơi có phán xét mọi animatronic hay không.

## Cốt truyện
Nhân vật người chơi là người nhượng quyền kinh doanh mới của Fazbear Entertainment Inc., có trụ sở chính tại Washington County, Utah. Sau khi đầu tư vào nhà hàng, người chơi còn lại 100 đô la để chi tiêu cho địa điểm mới của họ. Sau đêm đầu tiên, họ được khuyến khích chuẩn bị cho "bài kiểm tra cuối cùng", đó là một bữa tiệc lớn vào thứ Bảy. Người chơi đầu tư vào các đạo cụ, hoạt hình và các nhà tài trợ khác nhau để thêm vào tài trợ cho nhà hàng. Sau khi kết thúc ngày, người chơi phải đối mặt với việc kiểm tra bảo trì với bốn nhân vật hoạt hình đã bị chiếm hữu và gây họa: Scrap Baby, Circus Baby được xây dựng lại từ những mảnh vụn sau khi bị đẩy ra khỏi Ennard; Molten Freddy, phần còn lại của Ennard với Funtime Freddy là đầu sỏ; Lefty, một con gấu đen hoạt hình bí ẩn; và Springtrap (bây giờ gọi là "Scraptrap"), bộ trang phục Spring Bonnie cũ nát có chứa xác chết của kẻ giết người hàng loạt và người đồng sáng lập Fazbear, William Afton, người đã sống sót sau sự hủy diệt của Fazbear's Fright. Người chơi có thể hoàn thành việc bảo trì với sự hướng dẫn của một "Cassette Man" không tên tuổi trước khi cứu lấy linh hồn của nó hoặc ném nó ra bên ngoài, trừ khi nó đã được giấu trong một vật giá trị thấp đã mua trước đó. Người chơi bị bỏ mặc phải cố gắng sinh tồn qua mỗi đêm khi các nhân vật hoạt hình tà ác cố gắng giết họ.

## Phát triển
Tháng 6 năm 2017, Cawthon đã gợi ý về việc phát triển trò chơi chính thứ sáu trong loạt, với một đoạn giới thiệu trên scottgames.com hiển thị một bức ảnh có vẻ là Circus Baby từ Five Nights at Freddy's: Sister Location, nhưng sau đó anh thông báo quyết định hủy trò chơi và thay vào đó phát triển một phần riêng tương tự như FNaF World, chẳng hạn như "ông trùm tiệm bánh pizza". Các đoạn giới thiệu cho một trò chơi mới bắt đầu xuất hiện trên trang web của Cawthon vào cuối năm 2017. Ngày 4 tháng 12 năm 2017, Cawthon đã phát hành Freddy Fazbear's Pizzeria Simulator trên Steam với tư cách là phần mềm miễn phí, mà người hâm mộ cho là trò chơi mà anh ấy đã đề cập trước đây.
Tháng 2 năm 2018, Cawthon thông báo trong một bài đăng trên Steam rằng anh sẽ suy nghĩ về việc nhận sự trợ giúp từ các nhà phát hành lớn hơn trong việc tạo ra các trò chơi sau này. Trong một phiên bản đã chỉnh sửa của cùng một bài đăng, anh nói thêm rằng anh sẽ phát triển một "Ultimate Custom Night" cho Freddy Fazbear's Pizzeria Simulator, như được tiết lộ trên trang web, kết thúc 50 ảnh động tấn công người chơi từ toàn bộ loạt. Sau khi nhận ra kích thước của bản cập nhật, Cawthon quyết định biến nó thành một trò chơi riêng.

## Đánh giá
Freddy Fazbear's Pizzeria Simulator nhận được hầu hết các đánh giá tích cực. GameCrate gọi nó là "giá trị nhất trong dòng trò chơi hiện tại", với Rock Paper Shotgun gọi game là "ma quái như địa ngục". Ball State Daily News cũng đưa ra đánh giá tích cực, gọi đó là "một sự phát triển thú vị của công thức Five Nights [at Freddy's]". IGN liệt kê Freddy Fazbear's Pizzeria Simulator trong top 18 Trò chơi kinh dị hay nhất năm 2017.